# International Safety Guide for Oil Tankers and Terminals
De International Safety Guide for Oil Tankers and Terminals (ISGOTT) is de standaardreferentie geworden voor de veiligheid aan boord van tankers en op  terminals waar deze terechtkomen. Om deze status te behouden is met de modernste technologieën en de laatste wetgevingen rekening gehouden.
Deze publicatie is tot stand gekomen en wordt onderhouden door een samenwerking van de International Chamber of Shipping (ICS) met de Oil Companies International Marine Forum (OCIMF) en de International Association of Ports and Harbors (IAPH). Deze organisaties verdedigen de belangen van deze industrie bij de regelgevende organen zoals de International Maritime Organisation (IMO) door actief mee te werken aan gelijksoortige publicaties die bijdragen aan een veilige scheepvaart.

## Inhoud
Zoals in de titel van de publicatie vermeld staat is de ISGOTT een gids en legt op zich geen verplichtingen op aan de betrokken partijen. Er worden eerder richtlijnen en methodes aangeboden om op tankers en in terminals tot op zeker hoogte de veiligheid te kunnen garanderen voor iedereen die bij de laad- en losoperaties betrokken is.
De 5e editie van de ISGOTT (2006) is onderverdeeld in 4 delen:
General InformationHet eerste deel geeft algemene informatie over het behandelen van aardolie en zijn afgeleiden. De aandacht wordt gevestigd op de ontvlambaarheid en toxiciteit net als op het gevaar van elektriciteit in een ruimte waar explosieve gassen aanwezig zijn. Er wordt een algemeen beeld over brandbestrijding geschetst waarbij aandacht wordt gegeven aan verschillende blusmiddelen. Tot slot wordt de "International Ship and Port Facility Security Code" (ISPS Code) aangehaald.
Tanker InformationIn het tweede deel worden de veiligheidsaspecten van het schip besproken. Hier gaat het over het betreden van een gesloten ruimte of het opbergen van gevaarlijke goederen zoals verf en poetsproducten. De menselijke factor in verband met veiligheid krijgt ook zijn plaats, vermoeidheid en drugs zijn vaak deels de oorzaak van ongevallen. De "International Safety Management Code" (ISM Code) wordt ook vermeld.
Terminal InformationDit derde deel gaat over de organisatie en veiligheid van een terminal en de voorzieningen voor het schip. Richtlijnen aangaande de elektrische isolatie tussen de wal en het schip, het laden en lossen en de organisatie van de evacuatie zijn allemaal terug te vinden in het derde deel.
Management of the Tanker and Terminal InterfaceHet laatste deel behandelt de situaties waarin het schip en de wal beiden betrokken zijn, zoals de communicatie, het aan- en afmeren en bunkeren.  In het kader van veiligheidsbeleid wordt een voorbeeld gegeven van de "Ship/Shore Safety Check-List" en zijn er procedures beschreven voor in geval van brand of explosie.